# Haideoporus texanus
Haideoporus texanus là một loài bọ cánh cứng trong họ Bọ nước. Loài này được Young & Longley miêu tả khoa học năm 1976.